# Гладкогубий удав коричневий
Гладкогубий удав коричневий (Epicrates maurus) — неотруйна змія з роду Гладкогубий удав родини Удавові. Має 2 підвиди. Раніше розглядався як підвид Epicrates cenchria

## Опис
Загальна довжина сягає 2 м. Голова невелика, трикутна, морда дещо витягнута. Тулуб стрункий та тонкий. Забарвлений більш-менш однотонно — світло-коричневе або бежеве. На спині слабко помітний темний малюнок. Черево значно світліше за спину.

## Спосіб життя

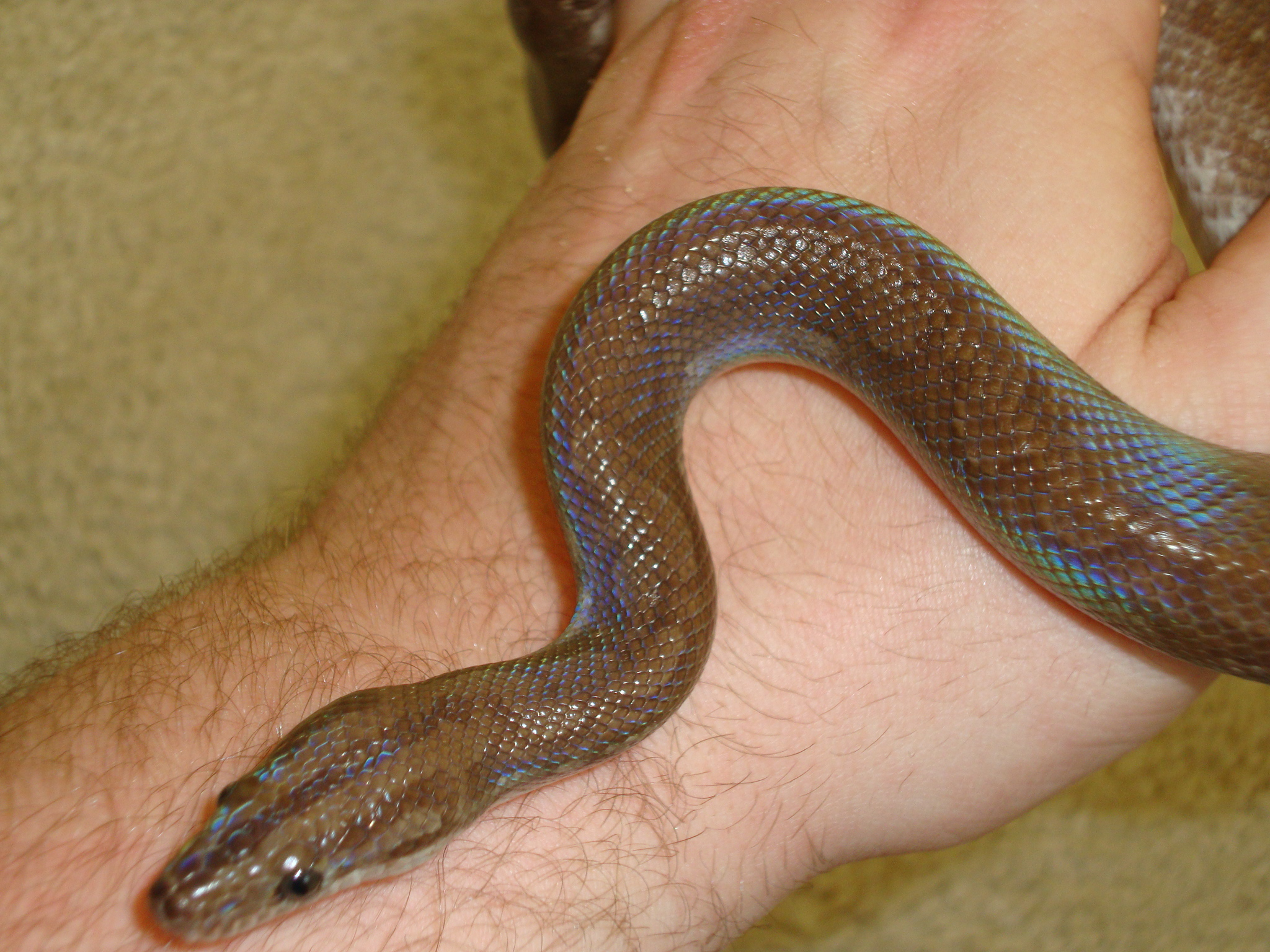
Гладкогубий удав коричневий

Полюбляє тропічні ліси, місцини поблизу водойм, чагарникову рослинність. Активний уночі. Харчується гризунами, ящірками, іноді жабами.
Це живородна змія. Самиця народжує до 15 дитинчат.

## Розповсюдження
Мешкає в таких країнах: Нікарагуа, Коста-Рика, Панама, Колумбія, Венесуела, Гаяна, Суринам, Гвіана. Іноді зустрічається на півночі Бразилії.

## Підвиди
- Epicrates maurus maurus
- Epicrates maurus guyanensis